# 茲魯班卡
50°17′20″N 36°0′17″E / 50.28889°N 36.00472°E
茲魯班卡（烏克蘭語：Зрубанка）是位於烏克蘭東部的村莊，由哈爾科夫州博霍杜希夫區的佐洛奇夫市鎮負責管轄。該村始建於1775年，面積0.23平方公里，海拔高度159米，2001年人口65，人口密度每平方公里280.2人。